# Aphria xyphias
Aphria xyphias là một loài ruồi trong họ Tachinidae.